# 203 a. C.
El año 203 a. C. fue un año del calendario romano prejuliano. En el Imperio Romano, fue conocido como el año 551 Ab Urbe condita.

## Acontecimientos

#### Egipto
- Ptolomeo V sube al trono de Egipto.

#### Cartago
- El general romano P. Cornelio Escipión, mientras emprende negociaciones de paz con los cartagineses en Útica, ataca por sorpresa el campamento cartaginés y lo destruye. Luego, barriendo las fuerzas que intentaban reunir los cartagineses y sus aliados los númidas, en las Grandes Llanuras cerca de la parte alta del río Bagradas (en moderno Túnez), aplasta ese ejército en la Batalla de los Grandes Campos. El rey númida, Sifax, y el líder cartaginés, Asdrúbal Giscón, consiguen escapar por separado.
- El general romano Cayo Lelio y el aliado númida de Roma, Masinisa, siguen a Sifax hacia Cirta, la capital númida. En la persecución, Sifax es capturado después de que su caballo herido lo descabalgue. Lo entregan a Escipión y queda prisionero de los romanos; muere en la ciudad italiana de Alba Fucens más tarde ese mismo año.
- Masinisa se convierte en el rey de los masalios y los masesilios en Numidia y permanece como un fiel aliado de los romanos.
- Asdrúbal Giscón convence a los cartagineses para que reúnan un nuevo ejército y pidan a Aníbal que regrese de Italia. Aníbal finalmente deja Italia y vuelve a Cartago.
- El general cartaginés Magón Barca, es derrotado y herido por los romanos en una batalla en la Galia Cisalpina. Muere por sus heridas en el viaje de regreso a Cartago.
- Se declara un armisticio preliminar entre Cartago y Roma y los ejércitos cartagineses aceptan los términos severos de Escipión. Sin embargo, a su regreso de Cartago, Aníbal concentra los restos de las fuerzas cartaginesas en Hadrumeto (moderno Sousse, Túnez) y los prepara para la batalla.

## Fallecimientos
- Magón Barca, militar cartaginés, hermano de Aníbal Barca.